# فلاح حسن
فلاح حسن (عربی: فلاح حسن؛ زادهٔ ۱ ژوئیهٔ ۱۹۵۱) یک بازیکن فوتبال اهل عراق است.
وی همچنین در تیم ملی فوتبال عراق بازی کرده است.